# Adelatelecrinus
Adelatelecrinus is een geslacht van haarsterren uit de familie Atelecrinidae.

## Soorten
- Adelatelecrinus sulcatus (A.H. Clark, 1912)
- Adelatelecrinus vallatus Messing, 2013